# Tohorot (traktaat)
Tohorot (Hebreeuws: טהרות, letterlijk reinheid) is het vijfde traktaat (masechet) van de Orde Tohorot (Seder Tohorot) van de Misjna. Het traktaat telt tien hoofdstukken.
Tohorot bevat regels inzake de lichtere soorten van onreinheid en twijfelgevallen.
Het traktaat komt in de Jeruzalemse noch de Babylonische Talmoed voor.